# The 1st Singles Box
The 1st Singles Box è un box set musicale del gruppo The Who, pubblicato nel 2004 solo nel Regno Unito.

## Tracce
Tutte le tracce sono state scritte da Pete Townshend, eccetto dove indicato.

Disco 1
1. I Can't Explain – 2:06
2. Bald Headed Woman (Shel Talmy) – 2:11

Disco 2
1. My Generation – 3:20
2. Shout and Shimmy (James Brown) – 3:17

Disco 3
1. Substitute – 3:51
2. Circles – 3:13

Disco 4
1. I'm a Boy – 2:38
2. In the City (John Entwistle, Keith Moon) – 2:24

Disco 5
1. Happy Jack – 2:11
2. I've Been Away (Entwistle) – 2:08

Disco 6
1. Pictures of Lily – 2:45
2. Doctor, Doctor (Entwistle) – 3:01

Disco 7
1. I Can See for Miles – 4:08
2. Someone's Coming (Entwistle) – 2:31

Disco 8
1. Pinball Wizard – 3:04
2. Dogs Part II (Moon, Towser, Jason) – 2:27

Disco 9
1. Won't Get Fooled Again – 3:41
2. Don't Know Myself – 4:57

Disco 10
1. 5:15 – 4:23
2. Water – 4:42

Disco 11
1. Who Are You – 5:08
2. Had Enough (Entwistle) – 4:31

Disco 12
1. Real Good Looking Boy (Townshend, Luigi Creatore, Hugo Peretti, George David Weiss) – 5:43
2. Old Red Wine – 3:44